# Tünel

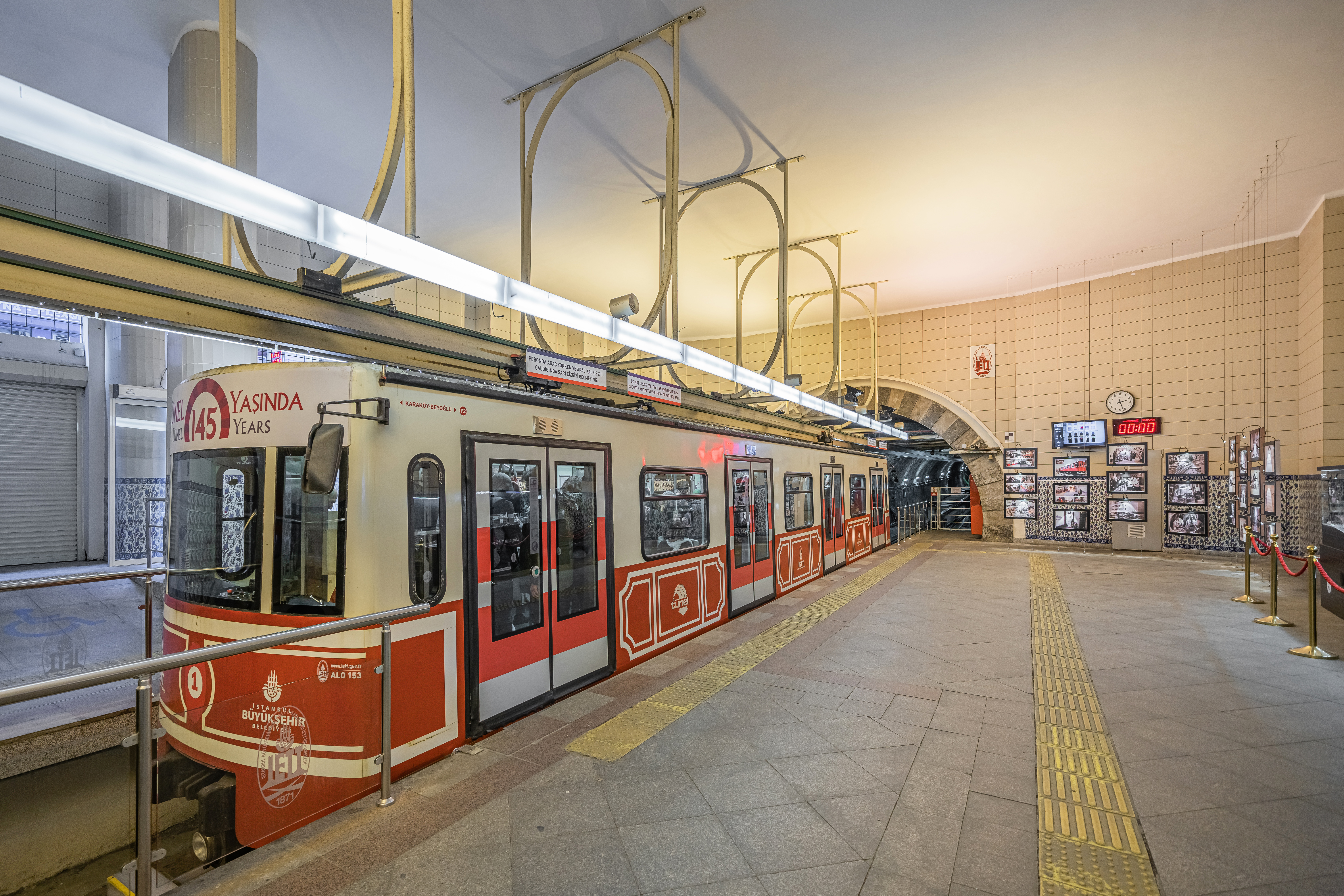
Stanice Tünelu

Tünel je krátká linka metra v Istanbulu, v Turecku. Je to systém podzemní dráhy, má pouze dvě stanice a je dlouhý celkem 573 m. Po londýnském metru je Tünel druhým nejstarším systémem podzemní dráhy na světě. 
Dráhu vyprojektoval francouzský inženýr Eugène-Henri Gavand roku 1867; o dva roky později, 6. listopadu 1869 dostal povolení od samotného sultána Abdulazize. Po zajištění financování stavby se začalo 30. července kopat, stavební práce skončily v prosinci 1874.
Tünel byl slavnostně pro veřejnost otevřen 17. ledna 1875 za účelem zajištění lepšího spojení mezi istanbulskými čtvrtěmi Pera a Galata, které se nacházejí na sever od Zlatého rohu. Mnoho lidí dříve pracovalo právě ve čtvrti Galata a žilo na kopci v Pera. Tünel se svým převýšením okolo 60 m jim zkrátil namáhavou chůzi.
Galata a Pera se dnes nazývají Karaköy a Beyoğlu. Dolní stanice nese název Karaköy a horní Tünel Meydani (Tünelské náměstí) – nachází se na dolním konci ulice Istiklal Caddesi. Jízda mezi oběma stanicemi trvá minutu a půl, na vlak se čeká dvě minuty. Soupravy jsou dvouvozové, s pneumatikami a pohybují se rychlostí 25 km/h.
I dnes je Tünel využívaný, ne však tolik jako dříve; pohodlnější je nyní cestování autobusy nebo moderním metrem. 

## Fotogalerie

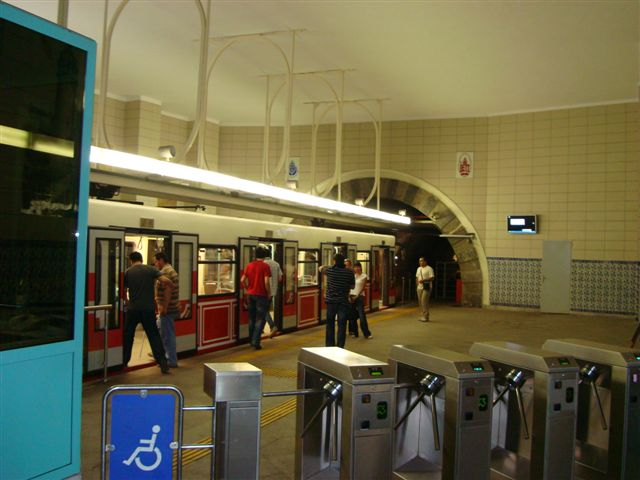
Vstup do Tünelu
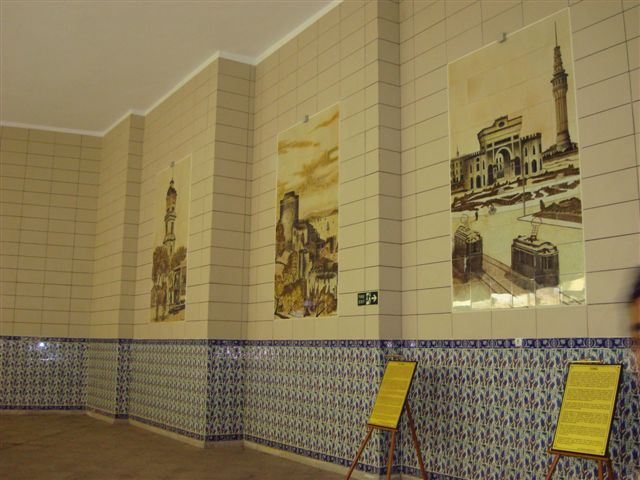
Interiér stanice Karaköy
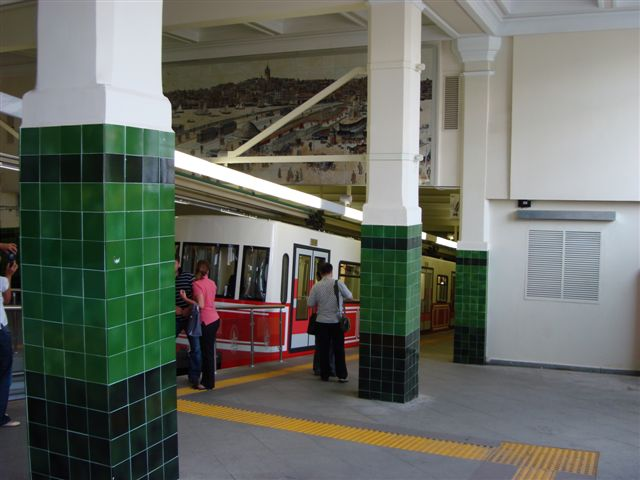
Interiér stanice Beyoğlu